# Muhammad Bakir as-Sadr

Muhammad Bakir as-Sadr ((ar. محمد باقر الصدر) ur. 1 marca 1935 w Kazimiji, zm. 9 kwietnia 1980 w Bagdadzie) – iracki duchowny szyicki, ajatollah, prawdopodobny twórca i pierwszy ideolog partii Zew Islamu, w 1980 stracony na rozkaz Saddama Husajna.

## Życiorys
Pochodził z rodziny szyickich duchownych. Uzyskał tradycyjne wykształcenie w zakresie teologii i prawa islamskiego, kończąc szkoły z wyróżniającymi wynikami. W 1958, będąc już aktywnym ulemem, brał udział w tworzeniu Stowarzyszenia Ulemów z Nadżafu – organizacji stawiającej sobie za cel zwalczanie ateizmu (pod pojęciem tym rozumiano głównie komunizm – Iracką Partię Komunistyczną) i podnoszenie świadomości politycznej szyitów irackich.
Odpowiednio w latach 1959 i 1961 as-Sadr wydał kolejno dwie prace, które zapewniły mu pozycję jednego z czołowych intelektualistów muzułmańskich swoich czasów. Pierwsza z nich, Nasza filozofia, była obszerną polemiką z najważniejszymi kierunkami europejskiej myśli filozoficznej. Druga, Nasza gospodarka, stanowiła zarys myśli społecznej i gospodarczej w Europie, polemikę z ekonomistami europejskimi oraz propozycję założeń, na których powinien opierać się odrębny islamski system gospodarczy. Niemal jedna trzecia pracy poświęcona była dyskusji z założeniami marksizmu, który autor uznał za najpoważniejsze zagrożenie ideologiczne dla swoich koncepcji.
Najpóźniej w 1968 as-Sadr uzyskał religijny tytuł mardży (dosł. wzoru). W tym samym roku przy jego decydującym udziale powstało tajne stowarzyszenie Zew Islamu, które miało jednoczyć religijnych szyitów i sunnitów w walce o rewolucję islamską w Iraku, przeciwko rządom partii Baas ustanowionym drogą zamachu stanu w tym samym roku.
W latach 70. XX wieku Zew Islamu kilkakrotnie inicjował protesty przeciwko rządom partii Baas. Członkostwo w organizacji zostało przez władze uznane za przestępstwo, za które groziła kara śmierci. Muhammad Bakir as-Sadr był głównym ideologiem organizacji i symbolem opozycji irackich szyitów wobec rządu, chociaż sam nie był zwolennikiem bezpośredniej konfrontacji z nim. Charyzmatyczny as-Sadr był najbardziej wpływowym duchownym szyickim w Iraku. W 1979 z entuzjazmem odniósł się do rewolucji islamskiej w Iranie. Nowy rząd Iranu udzielił Zewowi Islamu znaczącej pomocy materialnej, a sukces szyickiej rewolucji w sąsiednim kraju skłonił organizację do przyjęcia bardziej radykalnej taktyki. Zew Islamu dokonał serii aktów sabotażu i w 1980 zorganizował nieudane zamachy na czołowych działaczy partii Baas Tarika Aziza i Latifa al-Dżasima.
W 1979 władze Iraku umieściły as-Sadra w areszcie domowym, w całkowitej izolacji. Ulem odmówił wycofania się z głoszonych do tej pory poglądów. W kwietniu 1980 został stracony w Bagdadzie, bez procesu, w odwecie za dwa zamachy przeprowadzone przez Zew Islamu: na Tarika Aziza i na kondukt pogrzebowy przypadkowych osób zabitych podczas pierwszego ataku. Razem z nim stracono jego siostrę Aminę.

## Poglądy
Muhammad Bakir as-Sadr interesował się przede wszystkim bieżącymi problemami świata islamskiego. Wzywał muzułmanów do walki z obcą dominacją, zarówno w wymiarze politycznym i ekonomicznym, jak i intelektualnym. Jego zdaniem kraje muzułmańskie powinny odrzucić zarówno kapitalizm, liberalną demokrację, jak i socjalizm, i wypracować odrębną politykę społeczną opartą na podstawowych zasadach islamu. Za centralną ideę islamskiej myśli społecznej uważał sprawiedliwość, która, jako fundament moralny, powinna mieć pierwszeństwo przed prawami podaży i popytu czy dążeniem do inwestowania w celu wypracowania zysku. Według as-Sadra człowiek nie jest homo oeconomicus, ale członkiem wspólnoty (ummy), który oprócz potrzeb materialnych odczuwa też silne potrzeby moralne, duchowe. Nie dąży zatem do maksymalizowania własnych korzyści, ale potrafi odpowiedzialnie współistnieć z innymi, a zrzekanie się części własnej wolności w imię dobra społeczności nie jest przez niego odczuwane negatywnie. Według as-Sadra wolny rynek powinien być nadzorowany przez państwo, a przyzwolenie na spełnianie przez każdą jednostkę indywidualnych pragnień prowadzi tylko do problemów społecznych. Równowagę między samorealizacją jednostek a zachowaniem dobrobytu wszystkich członków wspólnoty ma gwarantować silna pozycja religii i wypływających z niej zaleceń moralnych w społeczności.